# Chyliza notata
Chyliza notata är en tvåvingeart som beskrevs av Friedrich Hermann Loew 1870. Chyliza notata ingår i släktet Chyliza och familjen rotflugor. Inga underarter finns listade i Catalogue of Life.